# شرکت سهامی شیلات جنوب‌ایران
شرکت سهامی شیلات جنوب ایران به منظور بهره‌برداری از محصولات دریایی خلیج فارس و دریای عمان و رودخانه‌های ساحلی جنوب کشور و کوشش در بهبود وضع اقتصادی وعمرانی و کمک به امور درمانی ساکنین جنوب ایران و ایجاد و تقویت شرکتهای تعاونی صید همچنین کمک به صیادان محلی، در سال ۱۳۵۰ شرکت سهامی شیلات جنوب ایران تأسیس گردید. این شرکت در سال ۱۳۵۹ طی یک لایحه قانونی از وزارت دفاع ملی انتزاع و در شرکت سهامی شیلات ایران‌وابسته به وزارت کشاورزی و عمران روستایی و نهایتاً با شرکت سهامی شیلات ایران ادغام شد.

## قانون تاسیس
قانون تأسیس شرکت سهامی شیلات جنوب ایران مصوب ۱۳۵۰٫۱٫۲۱
ماده ۱ - به منظور بهره‌برداری از محصولات دریایی خلیج فارس و دریای عمان و رودخانه‌های ساحلی جنوب و کوشش در بهبود وضع اقتصادی وعمرانی و کمک به امور درمانی ساکنین جنوب و ایجاد و تقویت شرکتهای تعاونی صید همچنین کمک به صیادان محلی شرکت سهامی شیلات جنوب‌ایران تأسیس می‌شود. ماده ۲ - شرکت سهامی شیلات جنوب ایران دارای شخصیت حقوقی است و امور آن منحصراً طبق مقررات این قانون و قانون تجارت و اساسنامه‌مربوط که به پیشنهاد مجمع عمومی صاحبان سهام و تصویب هیأت وزیران خواهد رسید با اصول بازرگانی اداره می‌شود و تابع مقررات قوانین‌محاسبات عمومی و استخدام کشوری نخواهد بود. تبصره - هر گونه اصلاح یا تغییر در اساسنامه به طریق فوق به عمل خواهد آمد. ماده ۳ - سرمایه شرکت در بدو تأسیس پانصد میلیون ریال است که به ۲۵۰۰۰. - سهم بیست هزار ریالی به شرح زیر تقسیم شده‌است.
الف - وزارت دارایی ۵۰۰۰. سهم. ب - بانک تعاون کشاورزی ایران ۱۲۵۰. سهم. ج - سازمان تعاون مصرف کادر نیروهای مسلح شاهنشاهی ۹۷۵۰. سهم. د - شیر و خورشید سرخ ایران ۹۰۰۰. سهم.
تبصره ۱ - به وزارت دارایی اجازه داده می‌شود کلیه سهام خود را در شرکت سهامی شیلات جنوب ایران در مقابل دریافت بهای اسمی و پرداخت‌شده به سازمان تعاون مصرف کادر نیروهای مسلح شاهنشاهی واگذار نماید.
تبصره ۲ - بانک تعاون کشاورزی ایران مکلف است کلیه سهام خود را در شرکت سهامی شیلات جنوب ایران به شیر و خورشید سرخ ایران واگذارو بهای اسمی پرداخت شده سهام خود را دریافت کند.
تبصره ۳ - هر گونه تغییرات بعدی در میزان سرمایه و سهام شرکت موکول به تصویب مجمع عمومی فوق‌العاده صاحبان سهام خواهد بود.
تبصره ۴ - نمایندگی سهام دولتی در مجمع عمومی صاحبان سهام با وزیر جنگ یا نماینده او خواهد بود.
ماده ۴ - شرکت مجاز است هر گونه معامله و عقد قرارداد اعم از بهره‌برداری به صورت مشارکت یا غیر آن با اشخاص یا مؤسسات داخلی و یاخارجی را انجام دهد. همچنین می‌تواند برای خرید کشتی و سایر وسائل فنی صید و بهره‌برداری یا امور مربوط به آن تا میزان یک میلیارد ریال وام یااعتبار از منافع داخلی یا خارجی طبق شرایط مذکور در قانون نحوه خرید ماشین آلات و سایر لوازم برای اجرای طرحهای مصوب برنامه‌های عمرانیکشور مصوب خرداد ماه ۱۳۴۵ تحصیل نماید و دولت می‌تواند وام یا اعتبار مزبور را تضمین کند.
ماده ۵ - اجرای طرحهای مربوط به بهبود امر صید و بهره‌برداری از محصولات دریایی جنوب که اعتبار آن کلاً یا جزئاً از محل اعتبارات عمرانی‌تأمین می‌گردد به شرکت سهامی شیلات جنوب ایران واگذار می‌شود. طرحهای مذکور یا از طرف شرکت سهامی شیلات جنوب ایران تنظیم و به سازمان برنامه پیشنهاد می‌شود یا از طرف سازمان برنامه با موافقت آن‌شرکت تهیه و به تصویب می‌رسد.
ماده ۶ - شرکت از آغاز سال ۱۳۴۵ برای مدت ۱۵ سال از پرداخت مالیات بر درآمد و مالیات نقل و انتقالات بلاعوض و حق‌الثبت و حق تمبر وعوارض شهرداری و بندری - به استثنای باربری و انبارداری معاف است.
ماده ۷ - حقوق و عوارض گمرکی و سود بازرگانی مربوط به واردات که جهت بهره‌برداری از آبزیان به کار می‌رود از قبیل کشتی - قایق و سایروسایل نقلیه دریایی - سردخانه - وسایل صید، ماشین آلات و سایر لوازمی که برای بهره‌برداری و تأسیس صنعت صید ماهی و میگو و تهیه کنسرو وکود و سایر محصولات مشتق از صنعت صید مورد نیاز شرکت سهامی شیلات جنوب ایران باشد جمعاً و خرجاً به عنوان کمک به شرکت در بودجه کلکشور همه‌ساله منظور خواهد شد.
تبصره - شرکت‌ها و مؤسسات خارجی که برای بهره‌برداری از محصولات دریایی در خلیج فارس و دریای عمان قراردادهایی با شرکت سهامی‌شیلات جنوب ایران منعقد می‌کنند اگر وسائلی به عنوان ورود موقت یا معافیت وارد نمایند و در خاتمه کار بلاعوض به شرکت سهامی شیلات جنوب‌ایران واگذار کنند عنوان خروج از کشور را داشته و مشمول پرداخت حقوق و عوارض گمرکی و سود بازرگانی آن وسائل نخواهند بود.
ماده ۸ - اقدام به هر گونه عملیات صیادی و بهره‌برداری از آبزیان خلیج فارس و دریای عمان و رودخانه‌های ساحلی جنوب ایران وسیله اشخاص‌حقیقی یا حقوقی موکول به اجازه شرکت سهامی شیلات جنوب ایران و طبق ضوابطی خواهد بود که به تصویب مجمع عمومی صاحبان سهام برسد.
تبصره - ساکنان جزایر و سواحل خلیج فارس و دریای عمان و رودخانه‌های ساحلی جنوب ایران می‌توانند برای مصارف شخصی و به میزان‌متعارف با رعایت ضوابطی که از طرف شرکت سهامی شیلات جنوب ایران تعیین می‌شود مبادرت به صید بنمایند.
ماده ۹ - تأسیسات دولتی مربوط به تهیه کنسرو و نگاهداری ماهی و محصولات دریایی موجود در سواحل خلیج فارس و دریای عمان که مورد نیازشرکت سهامی شیلات جنوب ایران باشد بر اساس ارزیابی و توافقی که حاصل شود در مقابل پرداخت بهای آن به شرکت واگذار می‌شود.
ماده ۱۰ - آیین‌نامه‌های داخلی شرکت پس از تصویب مجمع عمومی شرکت به موقع اجرا گذارده می‌شود.
قانون فوق مشتمل بر ده ماده و هفت تبصره (که لایحه آن به موجب ماده واحده مصوبه بیستم آذر ماه ۱۳۴۲ تقدیم شده بود) پس از تصویب مجلس‌شورای ملی در جلسه روز پنجشنبه ۱۳۴۹٫۱۱٫۸ در جلسه روز شنبه بیست و یکم فروردین ماه یک هزار و سیصد و پنجاه شمسی به تصویب مجلس‌سنا رسید.

## انتزاع شیلات جنوب از وزارت دفاع
لایحه قانونی انتزاع شرکت سهامی شیلات جنوب ایران از وزارت دفاع ملی و ادغام آن در شرکت سهامی شیلات ایران وابسته به وزارت کشاورزی و عمران روستایی و تشکیل شرکت سهامی شیلات ایران
مصوب ۵۹٫۲٫۶
ماده واحده - شرکت سهامی شیلات جنوب ایران با کلیه دارایی، تأسیسات و پرسنل غیر نظامی دیون و تعهدات و اعتبارات از وزارت دفاع ملی منتزع و در شرکت سهامی شیلات ایران وابسته به وزارت کشاورزی و عمران روستایی ادغام می‌شود. وزارت کشاورزی و عمران روستایی مکلف است‌حداکثر ظرف سه ماه از تاریخ تصویب این لایحه قانونی اساسنامه شرکت جدید حاصل از ادغام دو شرکت مزبور را که شرکت سهامی شیلات ایران نامیده می‌شود تهیه و پس از تأیید سازمان امور اداری و استخدامی کشور برای تصویب به هیأت دولت تسلیم نماید. تا تصویب اساسنامه جدید انجام‌وظایف جاری شرکتهای مذکور طبق اساسنامه‌ها و مقررات قبلی خواهد.